# Wormaldia vlipla
Wormaldia vlipla is een fossiele soort schietmot uit de familie Philopotamidae.